# Fernando Camargo Flechas
Luis Fernando Camargo Flechas (Paipa, departament de Boyacá, 17 de desembre de 1977) és un ciclista colombià, que ha militat sempre en equips amateurs.

## Palmarès
- 2005
  - Vencedor d'una etapa a la Volta a Colòmbia
- 2007
  - Vencedor d'una etapa a la Volta a Colòmbia
- 2008
  - 1r a la Volta a Bolívia i vencedor d'una etapa
  - Vencedor d'una etapa al Clásico RCN
- 2009
  - 1r a la Volta a l'Equador i vencedor d'una etapa
- 2012
  - Vencedor de 2 etapes a la Volta a Colòmbia
- 2014
  - Vencedor d'una etapa a la Volta a Colòmbia
  - Vencedor d'una etapa al Clásico RCN